# Championnats du monde de gymnastique artistique 1909
Navigation
Édition précédente Édition suivante
Les 4e championnats du monde de gymnastique artistique ont eu lieu à Luxembourg.

## Résultats

### Concours général par équipes
| Rang               | Pays | Total   |
| ------------------ | --- | ------- |
| Médaille d'or      | France Joseph Castiglioni, Auguste Castille, Armand Coidelle, Joseph Martinez, Louis Ségura, Marco Torrès | 950,500 |
| Médaille d'argent  | BOH Josef Čada, František Erben, Frantisek Machovsky, Frantisek Mracek, Karel Stary, Ferdinand Steiner    | 940,500 |
| Médaille de bronze | ITA Pietro Borghi, Alberto Braglia, Otello Capitani, Angelo Mazzoncini, Guido Romano, Giorgio Zampori     | 924,250 |

### Concours général individuel
| Rang               | Gymnaste        | Total   |
| ------------------ | --------------- | ------- |
| Médaille d'or      | Marco Torrès    | 163,250 |
| Médaille d'argent  | Josef Čada      | 159,500 |
| Médaille de bronze | Armand Coidelle | 158,750 |

### Anneaux
| Rang               | Gymnaste          | Total  |
| ------------------ | ----------------- | ------ |
| Médaille d'or      | Marco Torrès      | 23,750 |
| Médaille d'or      | Guido Romano      | 23,750 |
| Médaille de bronze | Giorgio Zampori   | 23,250 |
| Médaille de bronze | Angelo Mazzoncini | 23,250 |
| Médaille de bronze | František Erben   | 23,250 |

### Barres parallèles
| Rang              | Gymnaste         | Total  |
| ----------------- | ---------------- | ------ |
| Médaille d'or     | Josef Martinez   | 24,000 |
| Médaille d'argent | Marco Torrès     | 23,570 |
| Médaille d'argent | Auguste Castille | 23,570 |
| Médaille d'argent | Josef Čada       | 23,570 |

### Barre fixe
| Rang              | Gymnaste        | Total  |
| ----------------- | --------------- | ------ |
| Médaille d'or     | Josef Martinez  | 24,000 |
| Médaille d'argent | František Erben | 23,750 |
| Médaille d'argent | K. Fuchs        | 23,750 |
| Médaille d'argent | Josef Čada      | 23,750 |

## Tableau des médailles
| Rang | Nation           | Or | Argent | Bronze | Total |
| ---- | ---------------- | -- | ------ | ------ | ----- |
| 1    | France           | 5  | 2      | 1      | 8     |
| 2    | ITA              | 1  | 0      | 3      | 4     |
| 3    | Tchécoslovaquie¹ | 0  | 6      | 1      | 7     |